# Coenosia johnsoni
Coenosia johnsoni este o specie de muște din genul Coenosia, familia Muscidae, descrisă de Malloch în anul 1920. Conform Catalogue of Life specia Coenosia johnsoni nu are subspecii cunoscute.